# (13403) Sarahmousa
(13403) Sarahmousa (1999 RJ167) – planetoida z pasa głównego asteroid okrążająca Słońce w ciągu 3,37 lat w średniej odległości 2,25 j.a. Odkryta 9 września 1999 roku.